# Boteti (rivière)

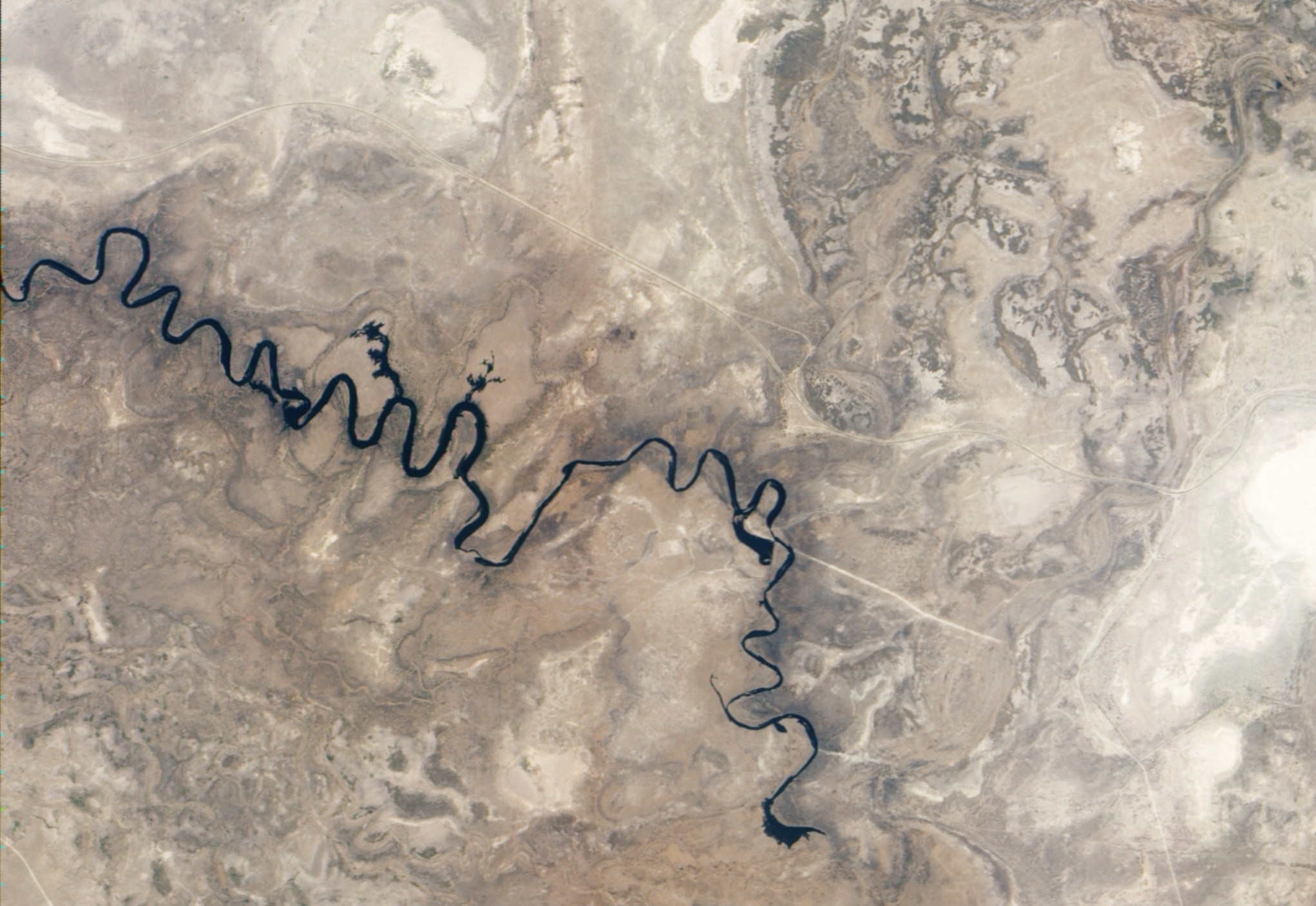
Le Boteti, au Botswana.

Le Boteti (également Botletle ou Botletli) est un cours d'eau naturel endoréique du Botswana.
Sa longueur est de quelque 600 km.